# Cserepes-kői-sziklaodú
A Cserepes-kői-sziklaodú Magyarország megkülönböztetetten védett barlangjai között van. A Bükki Nemzeti Parkban található. Átmeneti szállássá alakították át. Magyarország barlangjai közül ez lett először lakóbarlanggá alakítva.

## Leírás
A Kálmán-hegy délkeleti nyúlványát alkotó, fennsíkperemi Cserepes-kő csúcsa alatt, sziklás hegygerincen nyílik. Közvetlenül a megyehatár mellett található. Megközelíthető az Országos Kéktúra kék sávval jelzett turistaútján. Kék jelzésű turistaút vezetett hozzá már 1929-ben, Kadić Ottokár kutatásának idején is. A 23-as számú Országos Kéktúra szakaszának egyik bélyegzőhelye. A bélyegző a bejáratnál lett elhelyezve. Szabályos félkör alakú, lezáratlan bejáratába deszkaajtót építettek. Egyetlen teremből áll. Karni felső ladin kori mészkőben alakult ki. Hossza 6 méter, szélessége 7 méter és magassága 2,5 méter.
A barlangszállás téliesített, a két fa fekvőhelyen hat személy elfér. A szálláshely közepén egy dobkályha van, melynek csöve egy kéménynek használt kürtőn át a felszínre vezet. Egész évben bárki számára, ingyen használható és szabadon látogatható. A legközelebbi forrás kicsivel több mint két kilométerre, a barlang tengerszint feletti magasságához képest sokkal lejjebb, a Pes-kő háznál található.
1977-ben volt először Cserepes-kői-sziklaodúnak nevezve a barlang az irodalmában (Hevesi 1977). Előfordul a barlang az irodalmában Barlangszállás (Bertalan 1976), Cserepes-kői-barlang (Dely 1970), Cserepes-kői barlangszállás (Neidenbach, Pusztay 2005), Cserepes-kői-sziklaodu (Bertalan, Schőnviszky 1973–1974), Cserepeskői sziklaodu (Kadić 1933), Cserepeskői sziklaodú (Kadić, Mottl 1944), Cserepeskői sziklaüreg (Bertalan 1976), Cserepeskői üreg (Bartalos 1909) és Cserepeskő lyuka (Hazslinszky 1999) neveken is.

## Kutatástörténet
Először, 1909-ben Bartalos Gyula említette meg a barlangot nyomtatásban. Az általa készített leírás szerint a barlangban akkoriban, néha futóbetyárok is laktak. Hasonlót írt Kolacskovszky Lajos is kéziratában. A Cserepes-kő lyuka gyakori megszállóhelye az üldözött betyárnak. (A barlangot bemutató mondat a Hazslinszky Tamás által írt műből való.) Régóta éjszakázásra használták a barlangot természetjárók és vadászok, ami a Kadić Ottokár és Mottl Mária által írt, 1944-ben kiadott publikációból tudható. Az üreg első, ismert kutatója Kadić Ottokár, aki 1929-ben kutatta a Cserepes-kői-sziklaodút. A Földművelésügyi Minisztérium megbízásából vizsgálta az üreget. A sziklaodúhoz, amely előtt akkoriban egy kőből rakott kerítés volt megfigyelhető, Nagy Imre alerdész vezette el.
Kadić Ottokár szállása a kutatás idején a cserepes-kői vadászkunyhó volt, amelyet Pallavicini Alfonz Károly engedélyével használhatott. Pallavicini Alfonz Károly birtokán volt a vadászház. Kadić Ottokár ekkor megrajzolta a barlang alaprajz térképét és hosszmetszet térképét. A felmérés szerint a barlang hossza 6 m, szélessége 4 m, magassága pedig 2 méter. A Cserepes-kői-sziklaodú 1929-ben történt próbaásatása során, néhány barlangi medve csonttöredék, cserépedények töredékei és egy csontból készült, simára hegyezett ár került elő, valamint több, egymásra települt tűzhelyréteg lett megfigyelve.
Dancza János 1934-ben hőmérséklet vizsgálatokat végzett az üregben. A Turisták Lapja 1937. évi évfolyamában megjelent publikáció szerint Szilvásvárad határában, a Cserepes-kő háta alatt, közvetlenül a megyehatár szélén található a 6 m hosszú sziklaodú. A barlangból egy vékony hasadék nyílik a hegytetőre. 1944-ben jelentek meg nyomtatásban az 1929-ben rajzolt térképek és a sziklaodú első részletes leírása. Ekkor lett publikálva egy 1:25 000 méretarányú térkép, amely bemutatja a barlang földrajzi elhelyezkedését.
Magyarország első lakóbarlangjává ezt a sziklaodút alakították ki természetjárók. Az Odvas-kői-sziklaüreg és a Három-kúti Remete-barlang a másik két, jelenleg is funkcionáló lakóbarlang a hazánkban. A Sólyom-kúti-sziklaüreg barlangszállásként használatát megszüntették. Mindhárom barlang a Bükk hegységben található. Az egri Kertay Sándor és Bárdos József kezdeményezésére, 1950-ben hozták létre a lakóbarlangot túratársaik segítségével. Az egri turisták tevékenységéről az 1954-ben megjelent, Bükk portyavezető című kiadvány számol be. Többször tönkre lett téve a szállás, de mindig helyreállították az egri természetbarátok. Későbbi felújításában a Jászberényi Turista Egyesület is részt vett.
Az 1976-ban kiadott, Bertalan Károly és Schőnviszky László által összeállított Magyar barlangtani bibliográfia barlangnévmutatójában meg van említve a Bükk hegységben lévő barlang Cserepes-kői-sziklaodu néven. A barlangnévmutatóban fel van sorolva 4 irodalmi mű, amelyek foglalkoznak a barlanggal.
Az 1976-ban befejezett, Magyarország barlangleltára című kéziratban az olvasható, hogy a Bükk hegységben, Szilvásváradon elhelyezkedő Cserepes-kői-sziklaodu további nevei Cserepeskői sziklaüreg és Barlangszállás. A Cserepes-kő oldalában, az országos kéktúra útvonala mentén van a szabályos parabola alakú bejárata. A 6 m hosszú barlang odúszerű és vékony hasadékkal a felszínre jut. A kézirat barlangra vonatkozó része 2 irodalmi mű alapján lett írva. Az 1977-ben kiadott, Bükk útikalauz című könyvben egy rövid leírás található a sziklaodúról.

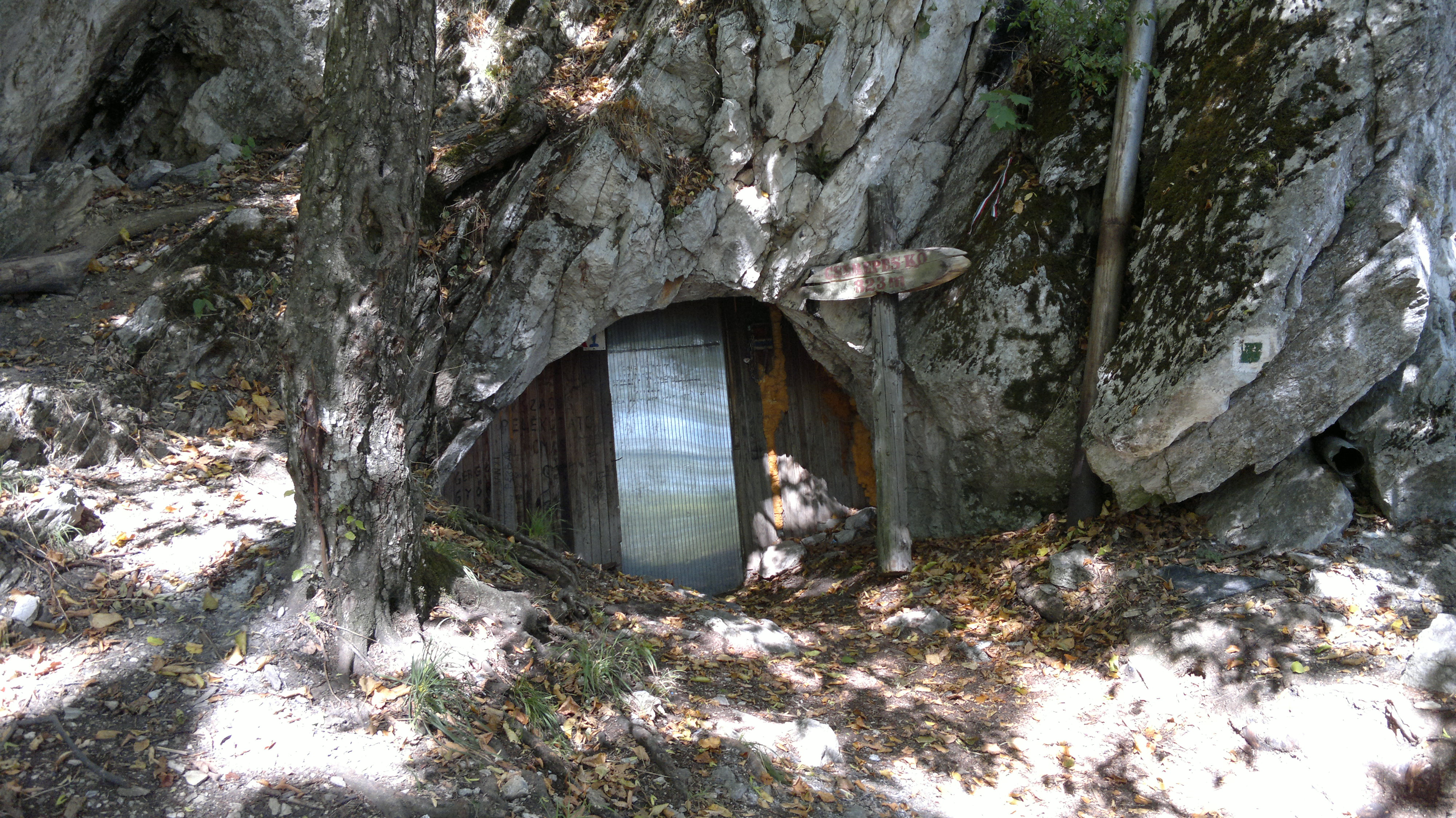
A Cserepes-kői-sziklaodú bejárata 2012-ben

Az 1979-ben napvilágot látott, Barlangok a Bükkben című könyvben az olvasható, hogy a Cserepes-kő tetejéről, az országos kéktúra turistaútján balra kanyarodva lehet eljutni a Cserepes-kői-sziklaodúhoz, amely barlangszállássá van alakítva. Terme 6×4 m alapterületű és 2 m magas. A könyvhöz mellékelt, a Bükk hegység barlangokban leggazdagabb területét bemutató térképen látható a 26-os számmal jelölt barlang földrajzi elhelyezkedése. Az 1984-ben megjelent, Magyarország barlangjai című könyv országos barlanglistájában szerepel a Bükk hegységben lévő barlang Cserepes-kői-sziklaodú néven Cserepeskői sziklaüreg és Barlangszállás névváltozatokkal. A listához kapcsolódóan látható az Aggteleki-karszt és a Bükk hegység barlangjainak földrajzi elhelyezkedését bemutató 1:500 000-es méretarányú térképen a barlang földrajzi elhelyezkedése. Sásdi László 2003-ban állapotfelmérést készített róla és az 1929-es térkép alapján kiegészített és helyesbített térképet szerkesztett.
A 2005-ben kiadott, Magyar hegyisport és turista enciklopédia című kiadványban önálló szócikke van a barlangnak. A szócikkben szó van arról, hogy a Cserepes-kői barlangszállás a Bükk-fennsík D-i peremén, közvetlenül a Cserepes-kő karrmezős csúcsa alatt, az Országos Kéktúra útvonala mellett helyezkedik el. Két lelkes egri természetjáró, Kertay Sándor és Bárdos József kezdeményezésére 1950-ben az egri természetbarátok alakították ki. Hat személy kényelmesen elférhet a téliesített barlangban lévő fa priccseken. A legzordabb téli hidegben is kellemessé tehető a szálláshely közepét uraló dobkályhával. Az Országos Kéktúra bélyegzőhelye a barlang. Már többször tönkretették vandálok, de mindig rendbehozták az egri turisták. Nagy hiányossága, hogy a legközelebbi forrás bő 2 km-re, a barlangtól sokkal lejjebb található Pes-kő háznál van.
A Bükki Nemzeti Park Igazgatóság működési területén, a Bükk hegységben elhelyezkedő, 5343/16 kataszteri számú Cserepes-kői-sziklaodú, 2006. február 28-tól, a környezetvédelmi és vízügyi miniszter 8/2006. KvVM utasítása szerint, megkülönböztetett védelmet igénylő barlang. 2013. augusztus 12-től a belügyminiszter 43/2013. (VIII. 9.) BM rendelete szerint a Heves megyei, szilvásváradi, 5343-16 barlangkataszteri számú és 23894 lelőhely-azonosítójú Cserepes-kői-sziklaodú régészeti szempontból jelentős barlangnak minősül.